# Darżyno
Darżyno (deutsch Darsin, kasch. Dôrżënò) ist ein Dorf in der polnischen Woiwodschaft Pommern und gehört zur Landgemeinde Potęgowo (Pottangow) im Powiat Słupski (Stolper Kreis).

## Geographische Lage
Das Kirchdorf liegt in Hinterpommern, im Westen der Ebene zwischen Lupow und Leba, etwa 25 Kilometer östlich von Stolp, und wird vom Darsiner Bach durchflossen. Im Nordwesten des Ortes befindet sich der Darsiner See.

## Geschichte

Darsin, östlich von Stolp und westsüdwestlich von Lauenburg i. Pom., auf einer Landkarte von 1910

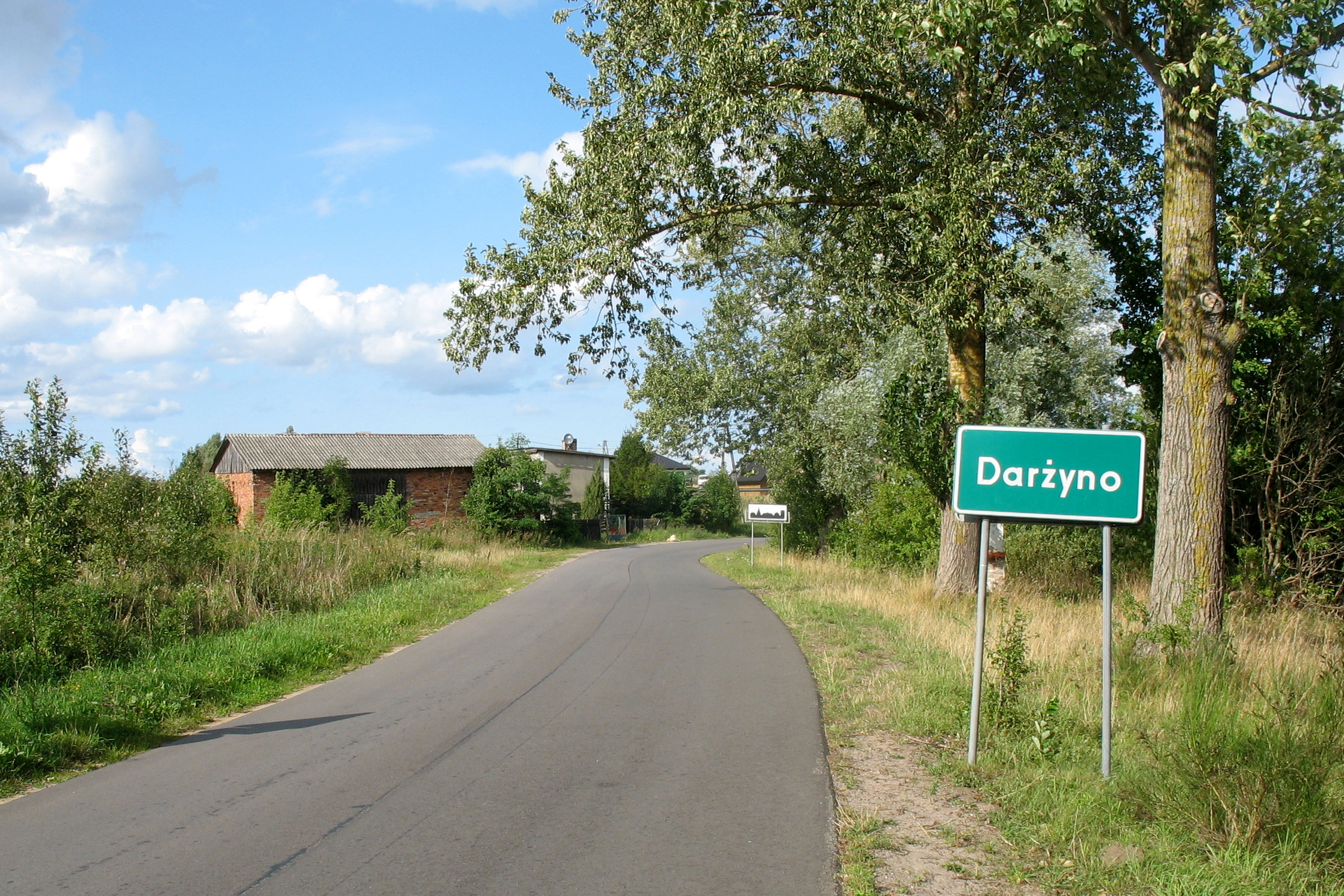
Ortseinfahrt (2014)

Ältere Namensformen sind Darszin und Darsyn. Bereits im 15. Jahrhundert war Darsin im Besitz der Familie Puttkamer. 1684 ging Darsin mit Pottangow auf die Familie Grumbkow über. Nach dem Tod des Generalmajors von Grumbkow erbte 1779 dessen Tochter, die verwitwete Friederike von Podewils, neben anderen Gütern im Stolper Land auch Darsin. Um 1782 gab es in Darsin ein Vorwerk, sieben Bauernstellen, drei Kossäten, ein Gasthaus, einen Schulmeister, dazu das Vorwerk Pottangow mit zwei Kossäten, das Vorwerk Friedrichsfelde – und insgesamt 21 Haushaltungen.
Durch Heirat von Ernst von Bonin mit Friederike von Podewils kam Darsin in den Besitz der Familie Bonin. Am 1. April 1927 hatte das Gut Darsin eine Flächengröße von 689 Hektar, und am 16. Juni 1925 hatte der Gutsbezirk 216 Einwohner. 
1926/27 erfolgte eine teilweise Aufsiedelung des Gutes, wodurch 24 neue Siedlerstellen geschaffen wurden. Am 30. September 1928 wurde der Gutsbezirk Darsin in die Landgemeinde Darsin eingegliedert. 1938 hatte das Gut, das jetzt Franz Deinert gehörte, noch 176 Hektar Gesamtfläche.
Im Jahre 1910 wurden in Darsin 428 Einwohner registriert, ihre Zahl betrug 1933 bereits 437. 1939 wurden 104 Haushaltungen und 442 Einwohner gezählt. 1925 standen in Darsin 46 Wohngebäude. Die Gemeindefläche betrug 1029 Hektar. Bis 1945 hatte die Gemeinde Darsin insgesamt vier Wohnplätze:
- Darsin
- Neu Darsin
- Siedlungen
- Wilhelmsthal

Bis 1945 war Darsin eine Landgemeinde im Landkreis Stolp im Regierungsbezirk Köslin der preußischen Provinz Pommern des Deutschen Reichs. Die Gemeinde gehörte zum Amts- und Standesamtsbezirk Grumbkow. 
Gegen Ende des Zweiten Weltkriegs zog im März 1945 ein Flüchtlingstreck aus Darsin vor der herannahenden Sowjetarmee über Pottangow, Rexin, Stojentin und Groß Podel  bis an den Rand des Lebamoores, wurde jedoch von sowjetischen Truppen überrollt und musste umkehren. Am 8. März 1945 besetzten sowjetische Truppen Darsin. Nach Beendigung der Kampfhandlungen wurde die Region zusammen mit ganz Hinterpommern seitens der sowjetischen Besatzungsmacht der Volksrepublik Polen zur Verwaltung überlassen. 
Für einige Wochen bestand in Darsin eine sowjetische Kommandantur. Darsin wurde von den Polen unter der polonisierten Ortsbezeichnung ‚Darżyno‘ verwaltet. In den Jahren 1946 und 1947 wurden die Darsiner Dorfbewohner von der polnischen Administration vertrieben. Später wurden in der Bundesrepublik Deutschland 270 und in der DDR 123 aus Darsin vertriebene Dorfbewohner ermittelt.
Die Ortschaft ist heute der Gmina Potęgowo im Powiat Słupski in der Woiwodschaft Pommern (1975 bis 1998 Woiwodschaft Słupsk) angegliedert. Hier sind 264 Einwohner registriert.

## Kirche

### Dorfkirche
Die Darsiner Kirche wurde 1915 errichtet und war bis 1945 Gotteshaus der evangelischen Gemeinde Darsin. Sie wurde 1945 von der polnischen Administration zugunsten der Römisch-katholischen Kirche in Polen zwangsenteignet und vom polnischen katholischen Klerus ‚neu geweiht‘. 

### Kirchengemeinde bis 1945
Vor 1945 waren die Bewohner von Darsin fast ausnahmslos evangelischer Konfession. Das Dorf war in das Kirchspiel Lupow eingegliedert und gehörte zum Kirchenkreis Stolp-Altstadt im Ostsprengel der Kirchenprovinz Pommern der Kirche der Altpreußischen Union. Letzter deutscher Geistlicher war Pfarrer Gerhard Gehlhoff. 

### Polnisches Kirchspiel seit 1945
Die seit 1945 und Vertreibung der einheimischen Dorfbewohner anwesende polnische Einwohnerschaft ist mehrheitlich katholischer Konfession. Das Dorf ist Teil der Pfarrei Łupawa (Lupow) im neugebildeten gleichnamigen Dekanat im Bistum Pelplin der Katholischen Kirche in Polen. 
Hier lebende evangelische Kirchenglieder sind in die Kreuzkirchengemeinde in Stolp  in der Diözese Pommern-Großpolen der Evangelisch-Augsburgischen Kirche in Polen eingegliedert.

## Schule
Bereits gegen Ende des 18. Jahrhunderts gab es in Darsin einen Schulmeister. In der im Jahre 1932 zweistufigen Volksschule unterrichtete ein Lehrer in zwei Klassen 77 Schulkinder. Letzter deutscher Schulhalter war Lehrer Burgmann.

## Verkehr
Durch den Ort führt die polnische Landesstraße 6 (DK 6) (ehemalige deutsche Reichsstraße 2, heute auch Europastraße 28), die Kołbaskowo (Kolbitzow) an der polnisch-deutschen Grenze, Stettin, Köslin und Stolp mit Danzig und Pruszcz Gdański bei Danzig verbindet. Eine von Łupawa (Lupow) und Grąbkowo (Grumbkow) kommende Nebenstraße mündet hier in die DK 6.
Bahnanschluss besteht über die drei Kilometer entfernte Bahnstation in Potęgowo (Pottangow) an der von Stargard Szczeciński nach Danzig.